# Naubolus trifasciatus
Naubolus trifasciatus là một loài nhện trong họ Salticidae.
Loài này thuộc chi Naubolus. Naubolus trifasciatus được Cândido Firmino de Mello-Leitão miêu tả năm 1927.